# Evert Myhrman
Evert Birger Paul Myhrman, född 25 januari 1907 i Kristinehamn, död 27 juni 1983 i Nacka, var en svensk målare, tecknare, dekoratör och magiker.
Han var son  till postiljonen Viktor Myhrman och Fredrika Myhrman. Han gifte sig 1937 med Ruth Valborg Lantz (1907–2008).
Myhrman var redan i unga år intresserad av teckning och detta uppmärksammades av hans lärare i skolan och han tilldelades ett stipendium av hemstaden för att bedriva konststudier. Han studerade i Italien, Frankrike, England och Tyskland. Vid återkomsten till Sverige bosatte han sig först i Eskilstuna. När han anställdes som ledare för Folkparkernas centralorganisations ateljé flyttade han till Stockholm.
Hans konst består mest av teatermåleri, han har bland annat utfört dekorationsarbeten för Ernst Rolfs, Karl Gerhards och Tjaddenrevyerna totalt har han utfört över 250 teaterdekorer. Som bildkonstnär målade han landskapsmotiv och tecknade karikatyrteckningar. Han medarbetade som illustratör i tidskriften Våra nöjen och illustrerade Sixten Ahrenbergs bok Magiska bröderna 1941–1961.
Myhrman är representerad vid Göteborgs stadsmuseum, Arbetarrörelsens arkiv och bibliotek, Eskilstuna stadsmuseum, Litografiska museet  och Kungliga biblioteket.
Han blev hobbymagiker efter att han sett Brazil Jack trolla. Han var med om att bilda Svensk Magisk Cirkel, och han medverkade som conferencier och framförde loppan Elvira i Svensk Magisk Cirkels offentliga föreställningar på Konserthuset under flera år. Han gjorde många illustrationer till tidningen Trollkarlen, bland annat omslaget, samt emblemet och förtjänsttecknet. Han var klubbmästare och hedersledamot i Svensk Magisk Cirkel.
Makarna Myhrman är gravsatta i Gustav Vasa kyrkas kolumbarium vid Odenplan i Stockholm.

## Teater

### Scenografi och kostym
| År   | Produktion                     | Upphovsmän                                                               | Regi                         | Teater                      | Noter                                          |
| ---- | ------------------------------ | ------------------------------------------------------------------------ | ---------------------------- | --------------------------- | ---------------------------------------------- |
| 1934 | Här dansar folket, revy        | Åke Söderblom                                                            | Ragnar Klange                | Folkets hus teater          | Scenografi                                     |
| 1937 | Här kommer jag                 | Axel Frische och Fleming Lynge                                           | Ragnar Klange                | Folkets hus teater          | Scenografi                                     |
| 1939 | Folket av i dag, revy          | Gösta Rybrant och Charles Henry                                          | Ragnar Klange                | Folkets hus teater          | Scenografi                                     |
| 1939 | Gamla bekanta                  | Alf Henrikson                                                            | Ragnar Klange                | Folkets hus teater          | Scenografi                                     |
| 1940 | Folket – De' ä' vi de', revy   | Gösta Rybrant och Charles Henry                                          | Ragnar Klange                | Folkets hus teater          | Scenografi                                     |
| 1943 | Folkets hushåll, revy          | Harry Iseborg, Karl-Ewert, Fritz Gustaf Sundelöf, Gardar och Esse        | Ragnar Klange                | Folkets hus teater          | Scenografi och kostym                          |
| 1945 | Folkets husarer, revy          | Karl-Ewert och Fritz Gustaf                                              | Ragnar Klange                | Folkets hus teater          | Scenografi                                     |
| 1946 | Nytt och gammalt, revy         |                                                                          | Ragnar Klange                | Folkets hus teater          | Scenografi                                     |
| 1947 | Nytt och gammalt, revy         | Ragnar Klange                                                            | Ragnar Klange                | Folkets hus teater          | Scenografi                                     |
| 1948 | På extrakryss med folket, revy | Ragnar Klange                                                            |                              | Folkets hus teater          | Scenografi                                     |
| 1949 | På folkets begäran, revy       | Allan Forss och Nils Bie                                                 | Ragnar Klange                | Folkets hus teater          | Scenografi                                     |
| 1949 | Folkets kavalkad, revy         | Ragnar Klange                                                            |                              | Folkets hus teater          | Scenografi                                     |
| 1949 | Om ni behagar, revy            | Charles Henry, Harry Iseborg och Karl-Ewert                              | Werner Ohlson                | Odeonteatern, Stockholm     | Scenografi Tillsammans med Dag Engström        |
| 1950 | Förtjusningens hus, revy       | Karl-Ewert, Charles Henry, Harry Iseborg och Werner Ohlson               | Werner Ohlson                | Odeonteatern, Stockholm     | Scenografi Tillsammans med Dag Engström        |
| 1951 | De' som gömmes i snö, revy     | Karl-Ewert                                                               | Werner Ohlson                | Odeonteatern, Stockholm     | Scenografi Tillsammans med Dag Engström        |
| 1951 | Karusellen på Björkeby         | Sigge Fischer                                                            | Sigge Fischer                | Tantolundens friluftsteater | Scenografi Tillsammans med Dag Engström        |
| 1951 | Markens gud The Field God      | Paul Green Översättning Henrik Dyfverman och Sven-Bertil Norberg         | Börje Mellvig                | Riksteatern                 | Scenografi Tillsammans med Dag Engström        |
| 1951 | Född i år, revy                | Karl-Ewert                                                               | Werner Ohlson                | Odeonteatern, Stockholm     | Scenografi Tillsammans med Dag Engström        |
| 1952 | Han valsade en sommar          | Sigge Fischer                                                            | Sigge Fischer                | Tantolundens friluftsteater | Scenografi Tillsammans med Dag Engström        |
| 1952 | Klart för start                | Karl-Ewert                                                               | Werner Ohlson                | Odeonteatern, Stockholm     | Scenografi Tillsammans med Dag Engström Kostym |
| 1953 | Vår lilla värld, revy          | Stig Lommer                                                              |                              | Folkan                      | Scenografi                                     |
| 1953 | Glädjen i topp revy            | Charles Henry, Allan Forss, Tryggve Arnesson, Karl-Ewert, Herr Dardanell | Werner Ohlson                | Odeonteatern, Stockholm     | Scenografi Tillsammans med Dag Engström        |
| 1954 | Karl Gerhards Eriksgata        | Karl Gerhard                                                             | Per Gerhard                  | Folkan                      | Scenografi                                     |
| 1959 | Orfeus Nilsson, revy           | Gösta Bernhard och Stig Bergendorff                                      | Gösta Bernhard Olof Thunberg | Blancheteatern              | Scenografi                                     |